# 魏尔海姆-雄高县
魏尔海姆-雄高县（德語：Landkreis Weilheim-Schongau）是德国巴伐利亚州的一个县，隶属于上巴伐利亚行政区，首府上巴伐利亚地区魏尔海姆。

## 華語譯名
由於兩岸對於德國行政區「Landkreis」翻譯的不同，台灣稱為「郡」；中國大陸稱為「县」。

## 地理
魏尔海姆-雄高县北面与莱希河畔兰茨贝格县和施塔恩贝格县，东面与巴特特尔茨-沃尔夫拉茨豪森县，南面与加米施-帕滕基兴县，西面与东阿尔高县相邻。